# Edwin Joseph Cohn
Edwin Joseph Cohn (Nova Iorque, 17 de dezembro de 1892 — Boston, 1 de outubro de 1953) foi um bioquímico estadunidense.